# داريا شمليفا
داريا شمليفا (بالروسية: Шмелёва, Дарья Михайловна)‏ (و. 1994  م) هي دراجة روسية، ولدت في موسكو، شاركت في ركوب الدراجات في الألعاب الأولمبية الصيفية 2016.

## جوائز
حصلت على جوائز منها:
- ميدالية ترتيب الاستحقاق الوطني في روسيا الدرجة الأولى  [لغات أخرى]‏
- السيد المكرم لرياضة روسيا  [لغات أخرى]‏

## روابط خارجية
- داريا شمليفا على موقع الاتحاد الدولي للدراجات (الإنجليزية)
- داريا شمليفا على موقع أرشيف الدراجات (الإنجليزية)
- داريا شمليفا على موقع CycleBase (الإنجليزية)
- داريا شمليفا على موقع اللجنة الأولمبية الدولية (الإنجليزية)
- داريا شمليفا على موقع أوليمبيديا (الإنجليزية)